# Килкени (Минесота)
Килкени (енгл. Kilkenny) град је у америчкој савезној држави Минесота.

## Демографија
По попису из 2010. године број становника је 134, што је 14 (-9,5%) становника мање него 2000. године.
| Група             | 2000.       | 2010.       |
| Белци             | 136 (91,9%) | 133 (99,3%) |
| Афроамериканци    | 0 (0,0%)    | 0 (0,0%)    |
| Азијати           | 3 (2,0%)    | 0 (0,0%)    |
| Хиспаноамериканци | 8 (5,4%)    | 1 (0,7%)    |
| Укупно            | 148         | 134         |